# Elitsa Vasileva
Elitsa Vasileva Atanasijević (bulgariska: Елица Василева), född 13 maj 1990 i Dupnitsa, Bulgarien, är en volleybollspelare (spiker).
Hon har spelat för CSKA Sofia (2005–2007), Esperia Cremona (2007–2009), Sirio Perugia (2009–2010), Zanetti Bergamo (2010–2012), Campinas Voleibol Clube (2012–2013), Incheon Heungkuk Life Pink Spiders (2013–2014), Vakıfbank İstanbul (2014–2015), Dinamo Kazan (2015–2018), Pallavolo Scandicci Savino Del Bene (2018–2019), Igor Gorgonzola Novara (2019–2020), Pallavolo Scandicci Savino Del Bene (2020–2021) och ZHVK Dinamo Moskva (2021–). Sedan tiden i CSKA Sofia spelar hon i Bulgariens landslag
Hon satte i en match i V-League 21 december 2014 världsrekord i antalet vunna bollpoäng under en match med 57 poäng, det tidigare rekordet hade Nicole Fawcett med 55 poäng från en match i samma liga 17 februari 2013.
I samband med VM 2022 tillkännagav hon att det var hennes sista större mästerskap med landslag. Vasileva Atanasijević är gift med den serbiske volleybollspelaren Aleksandar Atanasijević.